# Embryo

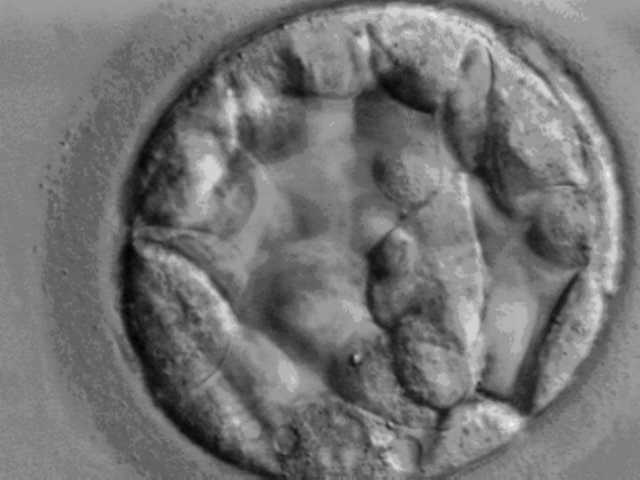
5. Entwicklungstag: die menschliche Blastocyste enthält den Embryoblast (mögliche embryonale Stammzellen gewinnbar; nach einer In-vitro-Fertilisation)

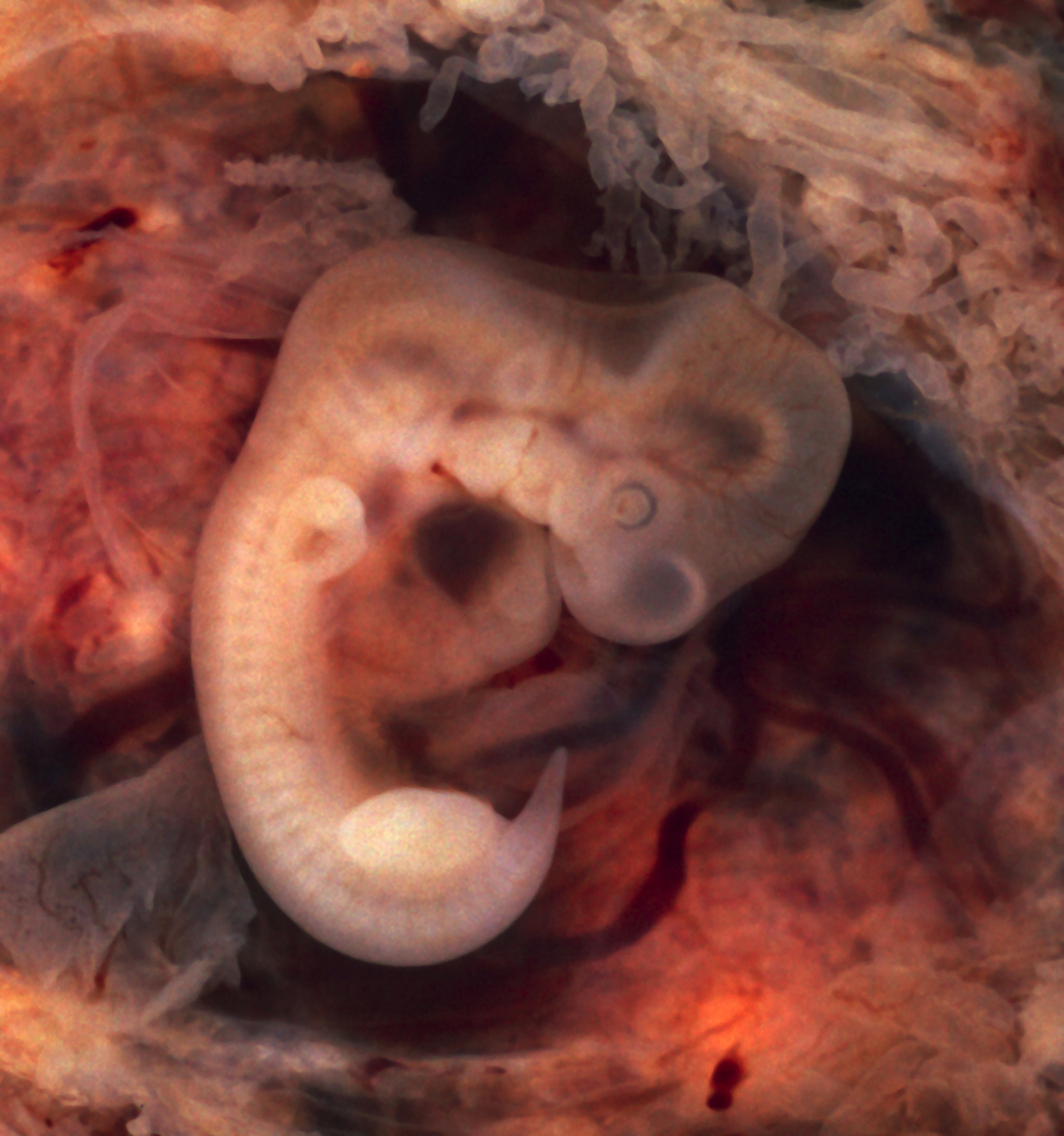
Menschlicher Embryo in der 5. Entwicklungswoche post conceptionem (p. c.) beziehungsweise in der
7. Schwangerschaftswoche post menstruationem (p. m.)

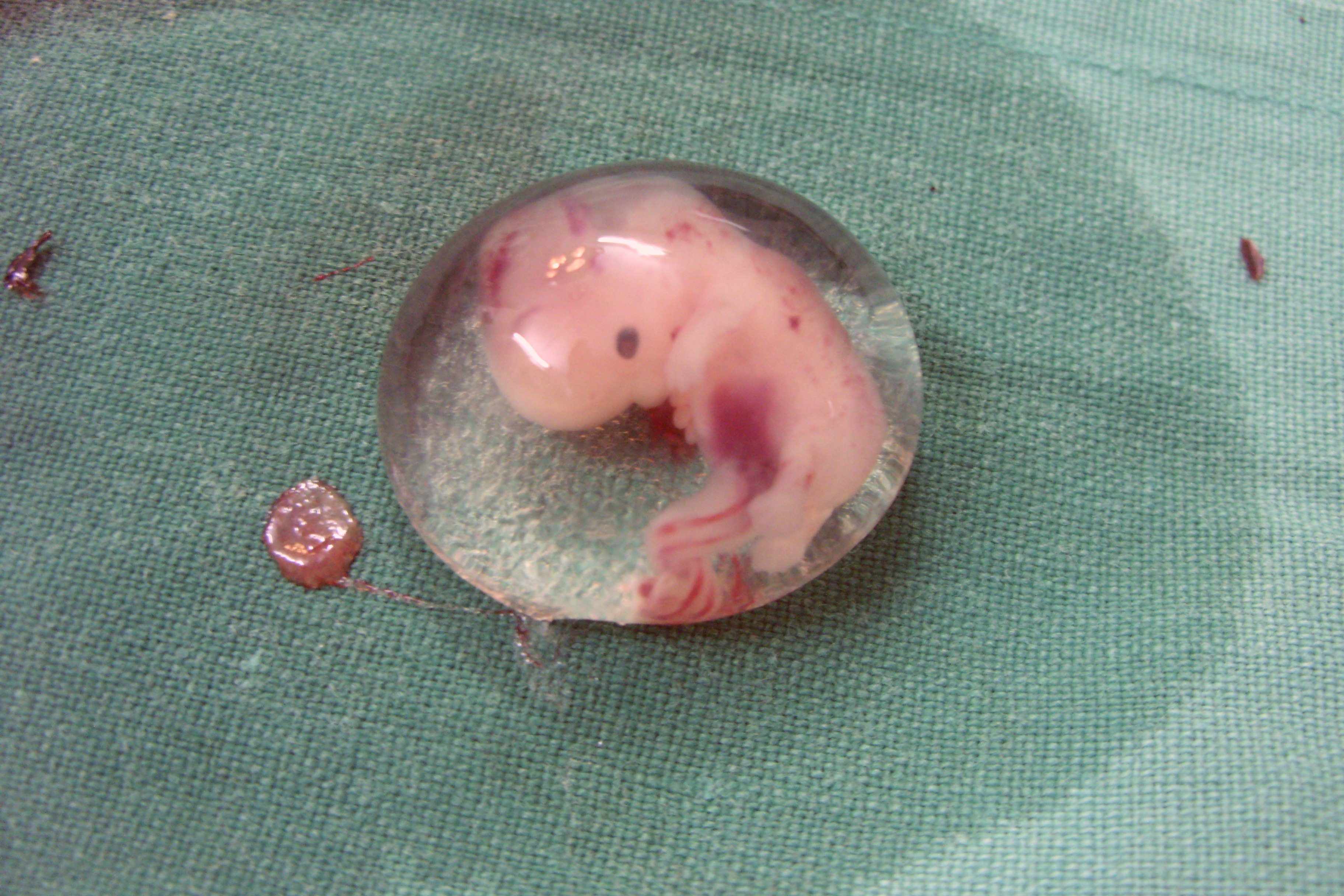
Menschlicher Embryo in der 6. Woche p. c. aus einer ektopen Schwangerschaft.
Die Scheitel-Steiß-Länge beträgt etwa 1 Zentimeter.

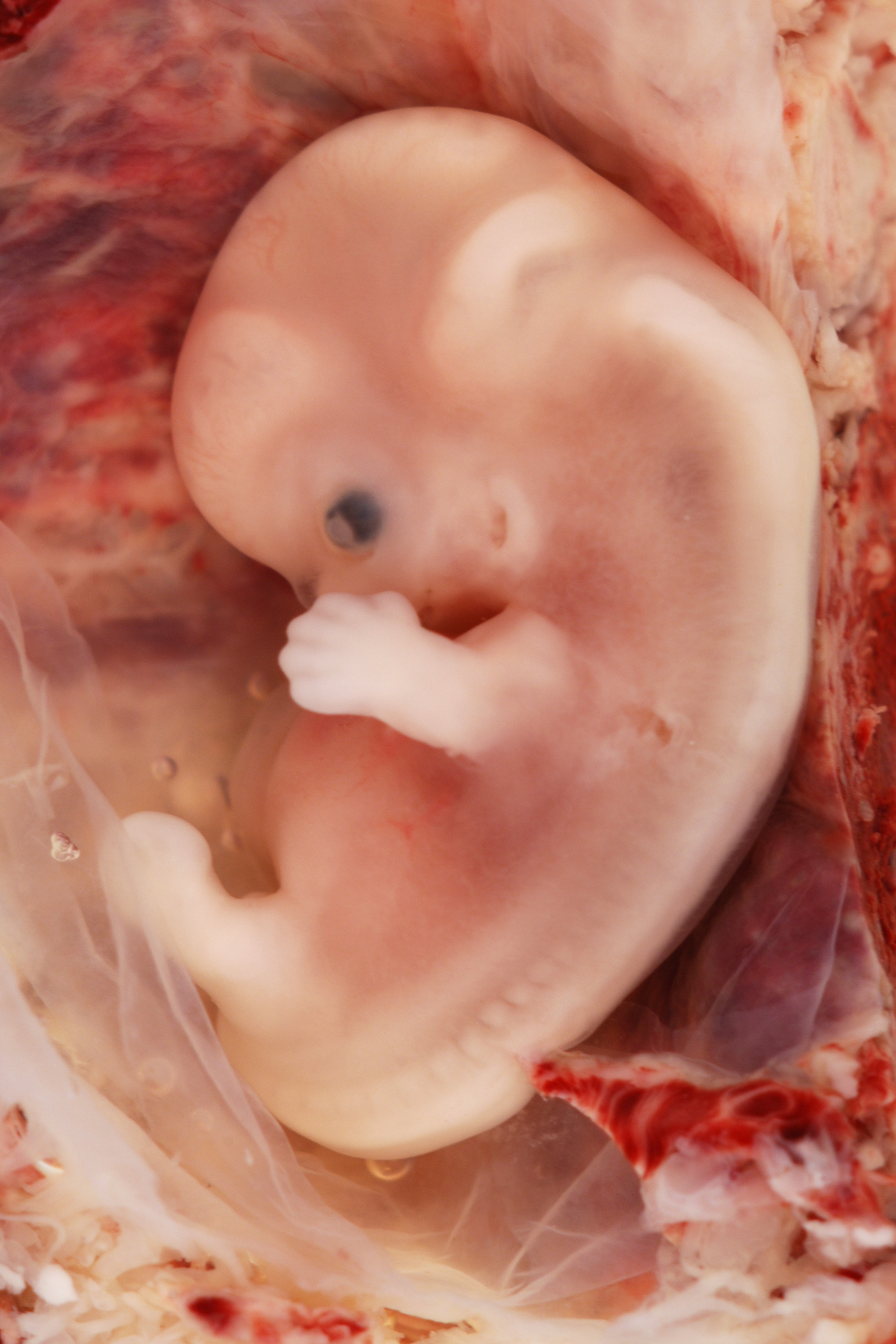
Menschlicher Embryo in der 7. Woche p. c. (9. SSW p. m.). Die Scheitel-Steiß-Länge beträgt zu dieser Zeit etwa 16–18 mm.

Der oder das Embryo (lateinisch embryo zu altgriechisch ἔμβρυον émbryon „Junges, Ungeborenes, Neugeborenes“, aus ἐν en „in“ und βρύειν brýein „hervorsprießen lassen, schwellen“; Plural: Embryos oder Embryonen), auch der Keim oder der Keimling, ist ein Lebewesen in der frühen Form seiner Entwicklung. Beim Menschen wird mit Beginn der Fetalperiode ab der 9. Schwangerschaftswoche nicht mehr vom Embryo, sondern vom Fötus gesprochen.
Mit der embryonalen Entwicklung – der Differenzierung von Zellen, der Bildung von Geweben, der Anlage von Organen, der Ausbildung von Körperformen sowie damit einhergehenden Funktionen und Leistungen – befasst sich die Embryologie.

## Entwicklung
Bei Menschen und Tieren entwickelt sich aus der von einem Spermium befruchteten Eizelle, der Zygote, ein neuer Organismus. Dieser wird Embryo genannt, solange er sich in der Mutter oder in einer Eihülle oder Eischale befindet.
In der vorgeburtlichen Entwicklung des Menschen werden die frühen Phasen bis zur Ausbildung der inneren Organe (Organogenese) als Embryonalperiode bezeichnet und die daran – ab der neunten Schwangerschaftswoche nach der Empfängnis – anschließenden Monate als Fetalperiode. Derart wird auch der Fetus oder Fötus vom weniger entwickelten Embryo unterschieden. Innerhalb der Embryonalperiode lässt sich wissenschaftlich die eigentliche Embryonalphase – zwischen vierter und achter Entwicklungswoche – von einer präembryonalen Phase abgrenzen.
Die beim Menschen präembryonal genannte Phase der Embryonalperiode umfasst die ersten drei Entwicklungswochen. In der ersten Woche p. c. entwickelt sich aus der Zygote durch Furchungen über 2-, 4-, 8- und 16-Zellstadien die Morula und aus dieser die Blastocyste, die sich in der Gebärmutterschleimhaut verankert (Nidation, etwa 6. Tag). Die Blastocyste zeigt eine Differenzierung in Zellen des äußeren Trophoblasten und des innenliegenden Embryoblasten.
Die beiden Anteile entwickeln sich im Folgenden unterschiedlich weiter. Während aus dem Trophoblasten den Keim schützende, versorgende und ernährende Gebilde entstehen, entwickelt sich der Embryoblast weiter zur Keimscheibe mit erst zwei, dann drei Keimblättern Ende der dritten Entwicklungswoche. Diese dreiblättrige Embryonalscheibe faltet sich dann Anfang der vierten Woche ab zu einer frühen Form des Embryos – mit Beginn der Embryonalphase. Aus den extraembryonal genannten Anteilen werden u. a. Eihäute, Plazenta und Nabelschnur, die nach der Geburt vom Kind getrennt werden (Nachgeburt).

## Rechtliche Bedeutung des Embryos
Mit dem Begriff des Embryos kann im juristischen Sinn die Zugehörigkeit von Zellen zu einem eigenständigen menschlichen Lebewesen gefasst werden, wodurch es besonderen Schutz genießt.
In seinem Gutachten von 2014 definiert der Generalanwalt des Europäischen Gerichtshofs (EuGH), Cruz Villalón, den menschlichen Embryo als ein Wesen, das sich ab dem Moment der Befruchtung zum Menschen entwickeln kann. Im Unterschied dazu sahen die Luxemburger Richter zuvor auch unbefruchtete Eizellen, die zu Teilungsprozessen angeregt wurden, als Embryo an.
Bis zum Abschluss der Nidation hat der Embryo den juristischen Status eines Nondum conceptus („noch nicht empfangen“; siehe auch Embryonenschutzgesetz), danach den eines Nasciturus („wird geboren werden“).